# 桒原響子
桒原 響子（くわはら きょうこ、1993年 - ）は、日本の研究者。日本国際問題研究所研究員、京都大学レジリエンス実践ユニット特任助教、未来工学研究所客員研究員。元外務省外務事務官。

## 経歴
大阪大学大学院国際公共政策研究科国際公共政策専攻修士課程修了。笹川平和財団安全保障事業グループ研究員（2017年4月 - 2018年4月）、外務省大臣官房戦略的対外発信拠点室外務事務官（2018年11月 - 2019年4月）、公益財団法人未来工学研究所 研究員 (2019年4月~2020年3月) 、公益財団法人未来工学研究所 客員研究員）(2020年4月～現在) 、京都大学レジリエンス実践ユニット 特任助教 (2019年4月～現在) 、公益財団法人日本国際問題研究所 研究員 (2019年8月～現在) 、在カナダ Macdonald-Laurier Institute Visiting Fellow (2022年11月～現在) 、慶應義塾大学SFC研究所 上席所員 (2022年11月～現在) 、米国シュミット財団 2023 ISFフェロー (2023年1月～現在) 、 Japan Nexus Intelligence ストラテジック・アドバイザー (2023年4月～現在) を歴任。

## 著作

### 単著
- 『なぜ日本の「正しさ」は世界に伝わらないのか：日中韓熾烈なイメージ戦』（ウェッジ、2020年）

### 共著
- 小原凡司『AFTER SHARP POWER : 米中新冷戦の幕開け』（東洋経済新報社、2019年）
- 小泉悠・小宮山功一朗『偽情報戦争：あなたの頭の中で起こる戦い』（ウェッジ、2023年）